# Söderköpings OK
Söderköpings OK (tidigare Skogspojkarnas OK) är en idrottsklubb hemmahörande i Söderköping i Östergötland. Den består av tre sektioner: orientering, terränglöpning och längdskidor. Det finns 300 medlemmar varav cirka 70 är aktiva, av dem är de flesta orienterare.
Varje år arrangerar man fyra deltävlingar i ett terränglöpningslopp som heter Albogavarvet. Detta är en tradition sedan 1992, och det brukar vara cirka 1000 starter varje år. Man arrangerar dessutom numera ett terränglopp som heter Kanalrundan. Det genomförs runt Göta Kanal med mål i Brunnsparken som finns intill Söderköpings brunn.
Inte långt från Söderköpings centrum finns föreningens klubbstuga. Den består av storstuga, kök, soffrum, toaletter och 2 omklädningsrum. I tillbyggnaden, med egen ingång finns kansli och övernattningsmöjligheter för upp till 30 gäster. Det finns gräsmattor för diverse aktiviteter och en grillplats i anslutning till klubbstugan. I anslutning till området finns 1,5-, 2,5-, 5-kilometerspår. En orienteringskarta finns i nära anslutning till klubbstugan. Flera andra orienteringskartor finns att tillgå med bil inom 10 km radie.    

## Historik
1935 bildades klubben, då som en renodlad orienteringsklubb.
2021 bytte klubben namn från Skogspojkarnas OK till nuvarande namn Söderköpings OK.

## Profiler
- Olle och Ulf Johnsson, är de största eldsjälarna under de sista decennierna.
- Nils Larsson, är en stor skidledarprofil i klubben.